# 53-й Вирджинский пехотный полк
53-й Вирджинский добровольческий пехотный полк (53rd Virginia Volunteer Infantry Regiment) был пехотным полком, набранным в штате Виргиния для службы в армии Конфедерации во время Гражданской войны в США. Он сражался в составе Северовирджинской армии и участвовал в «атаке Пикетта» под Геттисбергом.
53-й Вирджинский был сформирован в декабре 1861 года в результате объединения батальонов Томлина и Монтагю и пехотной роты Уаддилла. Рядовые полка были набраны в вирджинских округах Галифакс, Нью-Кент, Чарльз-Сити и Питтсильвания. Полк в разное время входил в состав бригад Армистеда, Бартона и Стюарта.
Полк прошёл сражения Семидневной битвы, где числился в дивизии Хьюджера, в бригаде Армистеда, и потерял 31 человека в сражении при Малверн-Хилл.
После Семидневной битвы дивизию возглавил Ричард Андерсон и она участвовала в Мерилендской кампании, где полком командовал капитан Уильям Поллард, который погиб в сражении при Энтитеме.